# Sándor Liezen-Mayer
Sándor Liezen-Mayer, ou Alexander von Liezen-Mayer (24 janvier 1839, Győr - 19 février 1898, Munich) était un illustrateur et peintre d'histoire allemand d'origine hongroise.

## Biographie
D'abord destiné à une carrière militaire, il montre rapidement des aptitudes pour le dessin et, grâce à l'intervention d'un oncle, peut fréquenter l'Académie des beaux-arts de Vienne, où il étudie avec Karl von Blaas. Il tient sa première exposition à Pest en 1857. Il part ensuite étudier à l'Académie des Beaux-Arts de Munich auprès d'Hermann Anschütz, mais, dès 1862, trouve un poste dans les ateliers de Karl von Piloty, qui aura une influence décisive sur son style. En 1865, il remporte un prix pour deux dessins et reçoit une commande pour représenter la canonisation d'Élisabeth de Hongrie, œuvre achevée en 1867.
Après le succès rencontré par ce tableau, il est submergé de commandes. En association avec son compatriote, Alexander von Wagner, il peint des décorations murales pour la salle à manger d'un prince russe et des rideaux de théâtre pour le Staatstheater am Gärtnerplatz. En 1870, il est invité à Vienne pour peindre un portrait de l'empereur François-Joseph, qui était également roi de Hongrie. En 1876, il crée un cycle d'illustrations pour le Faust de Goethe, qui remporte un grand succès à l'exposition d'art de Munich et qui le conduit à sa nomination au poste de directeur de l'Académie des arts de Stuttgart. Il décide cependant de demeurer à Munich et de devenir professeur à l'Académie. Parmi ses étudiants les plus connus figurent Gusztáv Kelety, Gebhard Fugel, Michael Zeno Diemer et Otto Greiner.
En plus de Faust, il a également créé des illustrations pour Ekkehard de Victor von Scheffel, le Chant de la cloche de Friedrich Schiller et bien d'autres. Ils ont tous été publiés dans diverses éditions de luxe de gravures sur bois et sur acier par l'éditeur d'art Theodor Stroefer.

## Galerie

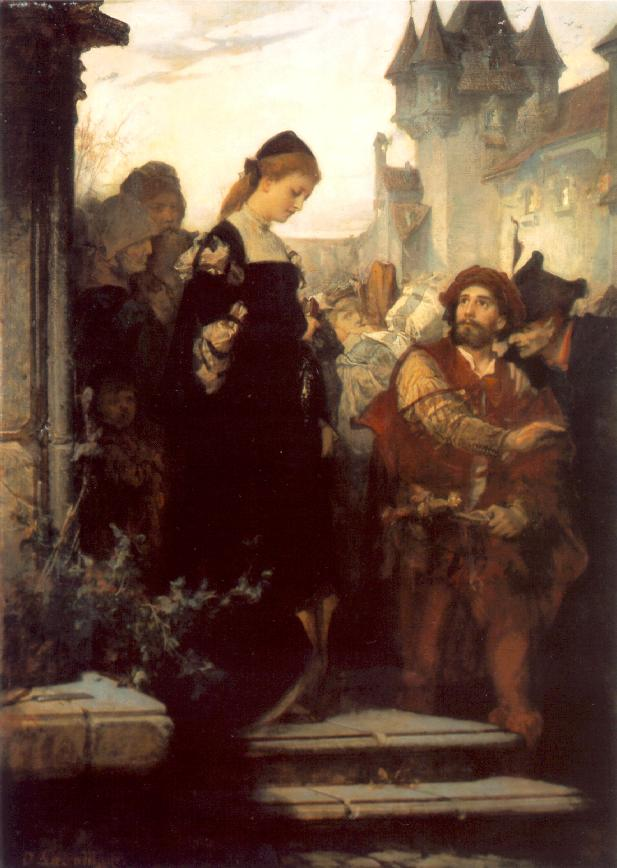
Faust et Marguerite
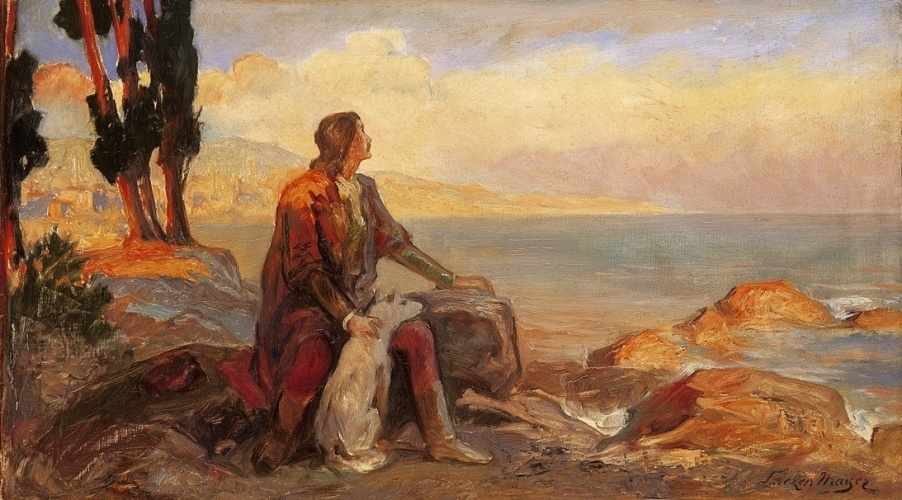
Rákóczi à Rodosto
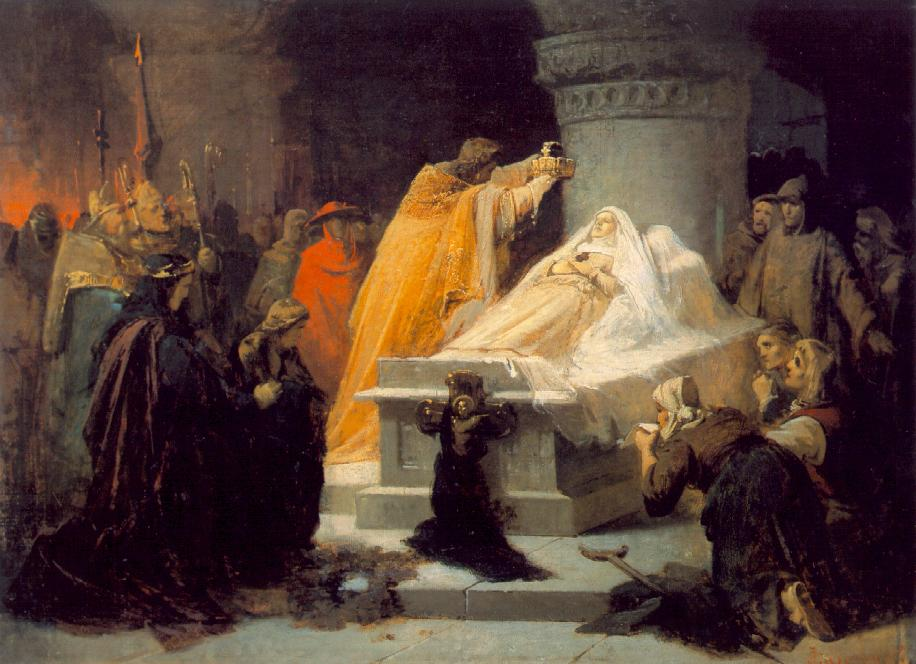
La Canonisation d'Élisabeth de Hongrie
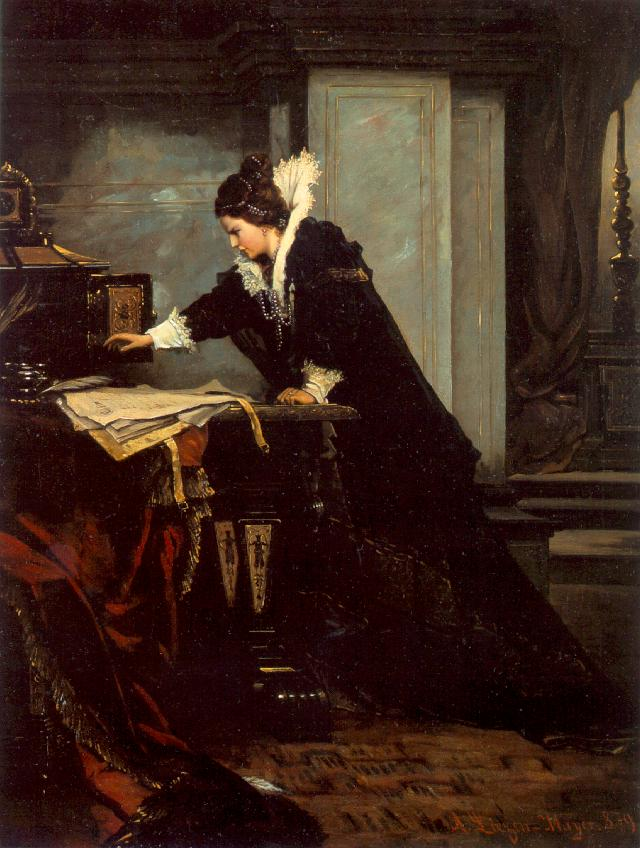
Arrêt de mort de Marie Stuart
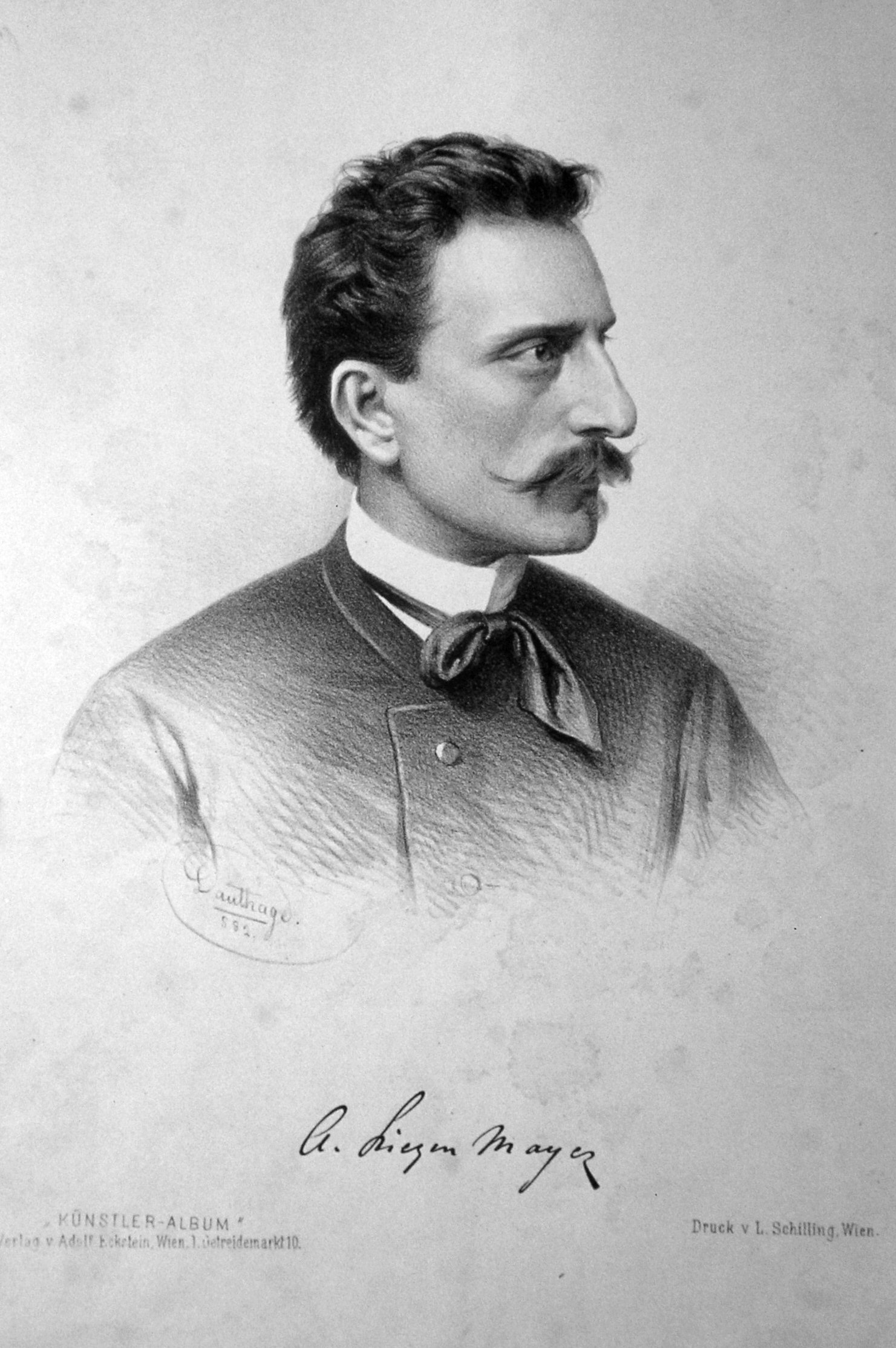
Sándor Liezen-Mayer, lithographie d'Adolf Dauthage, 1882